# Disphragis hosmera
Disphragis hosmera är en fjärilsart som beskrevs av William Schaus 1937. Disphragis hosmera ingår i släktet Disphragis och familjen tandspinnare. Inga underarter finns listade i Catalogue of Life.